# Prva nogometna liga Federacije Bosne i Hercegovine
Prva nogometna liga Federacije Bosne i Hercegovine (pol. Pierwsza piłkarska liga Federacji Bośni i Hercegowiny) – drugi poziom rozgrywek ligowych w piłkę nożną w Bośni i Hercegowiny równolegle z Prva liga Republike Srpske (od 2002 r.), po raz pierwszy zorganizowany w 1995 (w latach 1995-1998 był podzielony na dwie lub trzy grupy). W rozgrywkach bierze udział 16 klubów. Mistrz awansuje do Premijer ligi. Od trzech do pięciu najsłabszych drużyn ligi spadają do Drugiej Ligi.

## Skład ligi w sezonie 2012/2013
| Klub                        | Miasto         |
| --------------------------- | -------------- |
| NK Bosna Visoko             | Visoko         |
| HNK Branitelj               | Rodoč          |
| NK Bratstvo Gračanica       | Gračanica      |
| NK Budućnost Banovići       | Banovići       |
| HNK Čapljina                | Čapljina       |
| FK Goražde                  | Goražde        |
| NK Iskra Bugojno            | Bugojno        |
| NK Jedinstvo Bihać          | Bihać          |
| FK Krajina Cazin            | Cazin          |
| NK Krajišnik Velika Kladuša | Velika Kladuša |
| NK Podgrmeč                 | Sanski Most    |
| FK Radnički Lukavac         | Lukavac        |
| FK Rudar Kakanj             | Kakanj         |
| FK Sloboda Tuzla            | Tuzla          |
| NK Troglav Livno            | Livno          |
| NK Vitez                    | Vitez          |

## Zwycięzcy rozgrywek
- 1995/1996: NK Bosna Visoko (Północ), NK Radnik Hadžići (Południe)
- 1996/1997: NK Drina Zvornik (Północ), FK Olimpik Sarajewo (Południe)
- 1997/1998: NK Budućnost Banovići (Północ), NK Iskra Bugojno (Środek), FK Vrbanjusa Sarajewo (Południe)
- 1998/1999: FK Krajina Cazin
- 1999/2000: NK Travnik
- 2000/2001: HNK Grude
- 2001/2002: NK Žepče
- 2002/2003: NK Travnik
- 2003/2004: FK Budućnost Banovići
- 2004/2005: NK Jedinstvo Bihać
- 2005/2006: Velež Mostar
- 2006/2007: NK Travnik
- 2007/2008: NK Zvijezda Gradačac
- 2008/2009: FK Olimpik Sarajewo
- 2009/2010: FK Budućnost Banovići
- 2010/2011: NK GOŠK Gabela
- 2011/2012: NK Gradina Srebrenik